# Back in the U.K.
Back in the U.K. è un singolo del gruppo musicale tedesco Scooter, pubblicato nel 1995 ed estratto dall'album Our Happy Hardcore.

## Tracce
- CD Maxi

1. Back In The U.K. (Long version) – 5:24
2. Back In The U.K. (Radio Version) – 3:25
3. Unity Without Words Part II – 6:28
4. Crank It Up – 4:08